# Tetralycosa halophila
Tetralycosa halophila Framenau & Hudson, 2017 è un ragno appartenente alla famiglia Lycosidae.

## Etimologia
Il nome proprio deriva dal sostantivo greco ἂλς, ἂλός, cioè hàls, halòs, che significa "sale", e dal verbo greco φιλέω, cioè philèo, che significa amo, prediligo, in riferimento all'ambiente salino che è l'habitat preferito di questi ragni.

## Caratteristiche
L'olotipo maschile ha una lunghezza totale di 19,08mm: il cefalotorace è lungo 9,49mm, e largo 7,05mm.
Il paratipo femminile ha una lunghezza totale di 21,15mm: il cefalotorace è lungo 10,34mm, e largo 7,61mm.

## Distribuzione
La specie è stata reperita nell'Australia meridionale. Di seguito alcuni rinvenimenti:
1. l'olotipo maschile rinvenuto nei pressi del Lago Everard, in Australia meridionale nel marzo 1993.
2. il paratipo femminile rinvenuto nei pressi del Lago Everard, in Australia meridionale nel marzo 1993.

## Tassonomia
Appartiene all'eyrei-group insieme a T. eyrei, T. adarca e T. williamsi.
Al 2021 non sono note sottospecie e dal 2017 non sono stati esaminati nuovi esemplari.